# Huari (dios de los huaris)
Huari o antiguamente Guari (en lenguas indígenas Wari) fue una divinidad preincaica y se ha afirmado que fue el principal de la cultura chavín. Tiempo después de la caída de los chavín, la etnia huari continuó rindiendo culto a esta deidad a tal grado de establecerlo como su dios creador y principal.
Para la antedicha etnia, Huari era el dios gigante del Sol, del agua y la agricultura. Del mismo modo, Huari está asociado con otros elementos tales como: el viento, el fuego, las enfermedades, el mundo interior, etc.
El vocablo huari también hace referencia a los topónimos Huari y Wari, al etnónimo huari, a una danza ritual en Conchucos y al adjetivo wari en quechua ancashino que significa 'autóctono, primitivo'.

## Etimología
Existen diferentes teorías sobre el origen etimológico de la palabra wari.

### En Áncash
Al igual que otras palabras en quechua ancashino, la palabra wari deriva de la raíz verbal quechua wara-, 'amanecer'. Por ejemplo, la raíz verbal wara- al combinarse con el sufijo agentivo -q da como resultado waraq, que significa 'el amanecer' o 'el que amanece'. Según el especialista en quechua César Itier, wari sería un derivado de waray.
Dentro de varias narraciones de cronistas como Guamán Poma de Ayala, se habla de hombres gigantes llamados Huarirunas. Estos fueron considerados como creadores de la agricultura y héroes civilizadores.
Una descripción ajena al cronista establece a los Huarirunas en tiempos primigenios de lo que será la actual ciudad de Huari. Asimismo, estos son descritos como hombres grandes y poderosos que tenían el poder de la guerra y que dominaban los cerros.

### En el sur de Perú
El término en las variedades del quechua sureño, comúnmente, tiene por significado vicuña. En el sur del Perú, en quechua y aimará, el término Huari es polisémico, es decir, tiene múltiples significados e interpretaciones. Por citar algunos de estos, están: gigante, primitivo, indómito o salvaje, etc.
En Chuschi, en la región de Ayacucho, Wari hace referencia a un carnero sobrenatural y bisexual, progenitor de un carnero de cuatro cuernos que cumple el rol de guía de los rebaños y es protegido por los wamanis (espíritus de las montañas).

## Representación

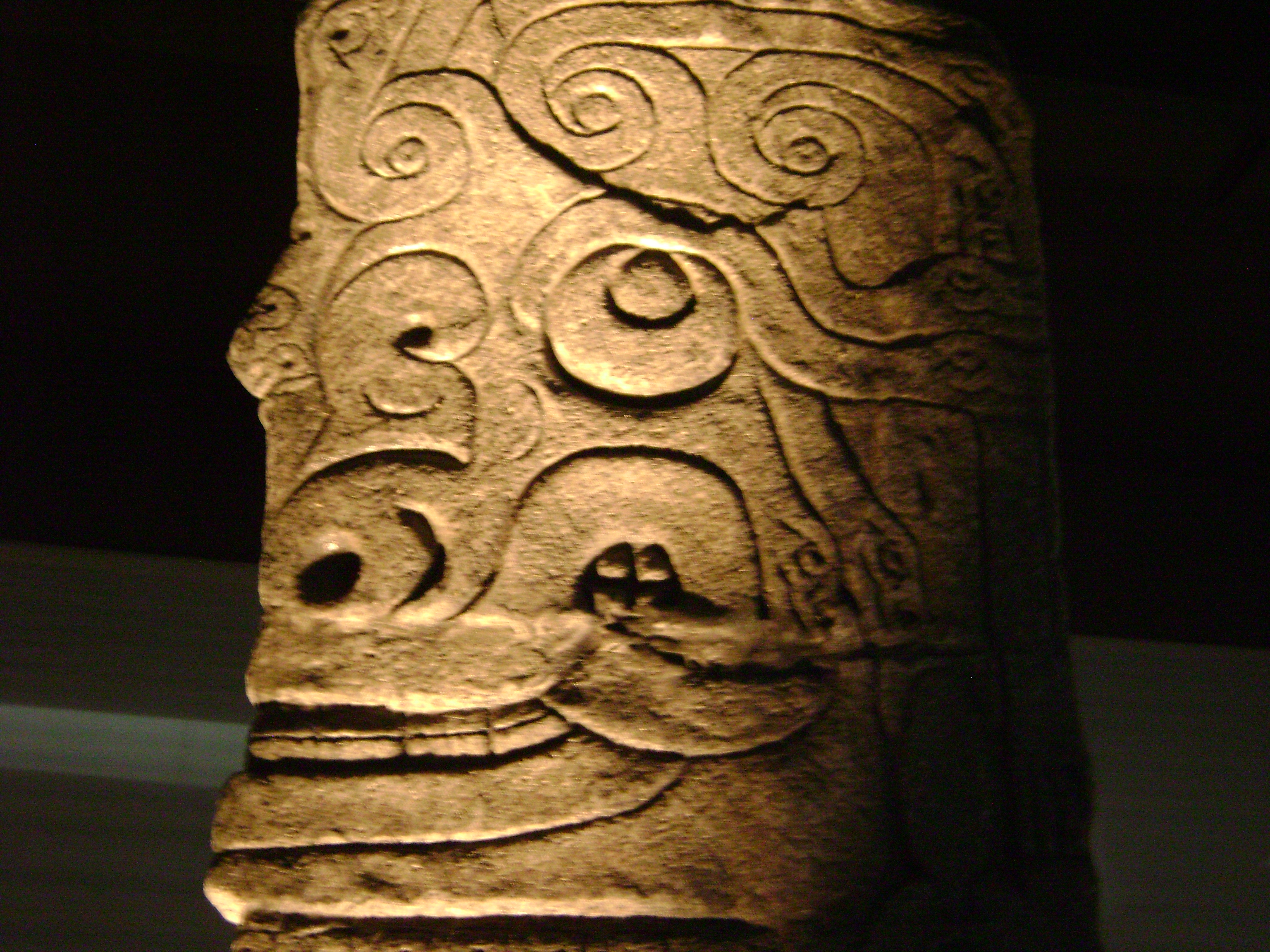
El lanzón de Chavín es la personificación del dios Huari

Huari era descrito como un gigante del subsuelo, el cual se materializó en la huanca del Lanzón Monolítico. Dicha huanca está ubicada en las secciones subterráneas del templo de Chavín y es mediante esta forma que fue adorado por la etnia Huari en el Norte del actual Perú.
Algunas representaciones lo establecen como un dios bifronte (que tiene dos rostros: uno adelante y otro atrás) y también formaba una estructura dual con su hermano: Capac Huari y Ascay Huari.
Al igual que otros dioses andinos, Huari se podía manifestar y/o tomar forma de cualquier cosa; pero siempre habían elementos que le eran más frecuentes para mostrar su presencia física.
El dios Huari tomaba la forma de una persona de tamaño promedio, de una gran serpiente o del mismo aire. Esta última forma era la más habitual de Huari y se desplazaba tan rápido e impredecible como el mismo viento, maldiciendo con enfermedades, culebras y demás pestes a aquellos que no lo reverenciaban; mientras que a los que si lo hacían, les otorgaba vida y salud.

## Características de su culto

### Culto en un tiempo mítico
El pueblo de los Huari tuvo constantes enfrentamientos y alianzas con el pueblo de los Yaros/Llacuaces, los cuales fueron un grupo de pastores que se asentaron en la sierra central andina del actual Perú. En consecuencia, los Huari fueron los que designaron a los Yaros como Llacuaces (pueblo bárbaro o invasor).
Los pueblos Yaros decían descender de Yana Raman y, por ende, se proclamaban «hijos del Rayo»; mientras el pueblo de los Huari (también llamados Llactas) decían descender de su dios, Huari y, como tal, se proclamaban «hijos del Sol».
Asimismo, es menester puntualizar que algunos relatos presentan a los ancestros de los Huari y de los Yaros con diversas características sobrenaturales, lo cual los ubica dentro de un tiempo mítico.
Por ejemplo, se menciona que los progenitores de los Huari eran descendientes de los antiguos gigantes barbados que había creado el Sol. Estos gigantes tenían la particularidad de salir únicamente de noche, y con su simple mirada, hacían sementeras y abrían acequias. También se dice que algunos eran bifrontes (tenían dos rostros: uno adelante y otro atrás) y que comían gente. Asimismo, tenían la capacidad de convertirse en aves y su canto indicaba que vendrían a devorar seres humanos o presagiaban la muerte de alguien.
Con respecto a los Yaros, se menciona que los primeros de ellos habían sido creados por el Rayo. Estos primeros Yaros eran invisibles, aunque a veces se dejaban ver, y andaban por debajo de la tierra.

### Ritual para la sanación de los enfermos
Según la Relación de Estanislao de Vega Bazán, cura de la doctrina de Santa Ana de Singa y visitador de idolatría de Conchucos y Huamalíes, los sacerdotes invocaban al dios Huari para curar las enfermedades.
La escena era descrita más o menos así: estando el sacerdote en la habitación de una persona enferma, aparecía una araña "horrible" trepando por encima de la cama del doliente. En otras ocasiones, aparecían unos gusanos por la pared de la casa. Entonces, en medio de esta escena, el sacerdote pronuncia las siguientes palabras:

«No os espantéis, porque nuestro dios Huari y creador te ha embiado esta araña, para que te coma, porque no le has adorado, ni servido, y te ha criado muchas culebras dentro de tu cuerpo, que son causa de tu dolencia, pero como tengas propósito de serbirle y adorarle de aquí adelante, observando lo que yo te enseñaré, te sacaré en virtud del Huari todas las culebras, arañas y gusanos, que ha criado en tu cuerpo.»
Relación de Estanislao de Vega Bazán (1656)

Luego, el sacerdote tomaba la araña en su mano y procedía a hacer lo siguiente:

«Y llevándola fuera de la casa, la arrojaua, la cual ni caia en el suelo, ni se iba por el ayre, sino que quando la arrojaua se desvanecía, y se perdía al arrojarla.»
Relación de Estanislao de Vega Bazán (1656)

Posteriormente, el dogmatizador realizaba una oración a la deidad; en la cual profería las siguientes palabras:

«Al Señor Huari, al criador, y soberano sobre todas las cosas: yo te adoro, dame tu favor para acabar con estos gusanos.»
Relación de Estanislao de Vega Bazán (1656)

El sacerdote vertía al fuego unos granos de maíz y coca para que el humo que emanaba de allí fuera ofrecido al dios Huari y “daba unas cuchilladas aparentes o rayando con un pedernal, o otra cosa la parte dolorida del enfermo”. Con esas “cuchilladas aparentes sacavan los dichos ministros culebras, arañas y otras sabandijas”. Finalmente, todas estas cosas extraídas del cuerpo del enfermo las arrojaban al fuego para después ser consumidas o eran tiradas a los cerros.

### Huari como dios de las fuerzas
Según el padre Arriaga, la población huari invocaba al dios Huari, al cual lo consideraban como "el dios de las fuerzas", cuando han de hacer sus chacras o casas para que se las preste.

## Mitología

### Huari como Huari Viracocha
En el documento Carta annua: Misión a las provincias de Ocros y Lampas del corregimiento de Cajatambo de 1619, existe una referencia a la deidad Huari como «Huari Viracocha».
Según el documento, en un tiempo muy antiguo, aun antes del gobierno de los incas, todas las huacas eran hombres y mujeres como los de ahora. Fue entonces que emergió un dios enorme llamado Huari Viracocha.
Se dice que este gran dios surgió del Collao, que es en el obispado del Cusco; otros mencionan que surgió de la laguna Chucuito, que es en el obispado de La Paz, que llaman lago Titicaca.
Describen a Huari Viracocha como un dios gigante y barbado que, de manera semejante a los españoles por tenerlas, llamaron Viracocha por parecerse en ellas a su dios. También se decía que por doquiera que pasaba, este dios convertía las huacas en piedras corrientes.
Enterados de aquella noticia, los indios de la provincia se juntaron con los Conchucos y orquestaron un plan para acabar con el gigante.
Estos indios idearon edificar una gran casa con una trampa para ofrecer al dios a holgarse en ella. Apenas entrase el dicho Huari, este caería en dicha trampa y que la casa terminase por caer encima de él y muriese en ella.
Trataron de establecer todo para consumar dicho acto; sin embargo, como el dicho Huari era muy sabio, se enteró de todo. Acto seguido, el dios Huari disimuló caer en el engaño e hizo juntar a todos los indios y/o huacas en el lugar señalado y ahí las convirtió a todas en piedras de varias figuras: pumas, osos, etc.
Y desde ese entonces, todas quedaron hechas de piedra, dejando a esta formidable casa en gran veneración y la llamaron la casa de las huacas. Dicha casa se escuentra ubicada en los Conchucos.

### Huari y el diluvio
El ya mencionado cura, Estanislao de Vega Bazán, ofrece más información sobre Huari. Uno de los datos más interesantes relaciona a la deidad con un diluvio provocado por él mismo para arrasar toda la Tierra como castigo a los indios.

«Item parece defscubierto el origen del dicho Huari por que enfeñaba los dichos ministros q’ castigó dios la Tierra con un diluvio y que iendofe ahogando los indios que vivían en las partes inferiores con el crecimiento de las aguas los que vivían en los cerros altos se metieron en las cuevas, y fe tapiaron por dentro, donde fe eftuvieran un año, y habiendofe pafado el diluvio que había durado el dicho tiempo, falieron de las cuevas algunos indios con fus familias, y que de ellas se originan oy en dia, y por efo los indios erraban comúnmente a venerar las dichas cuevas: y de antes fe había juzgado que efa veneracion, llamar los indios a las cuevas Paccarinas, que quiere decir nacimiento, feria por que los indios entendían que habían nacido de la cuevas. Y ahora el dicho Eftanislao Vega Bazán ha defcubierto que los dichos Indios no venerauan las dichas cuevas por efta cufa ultima, fino por lo primero. Y que eftando affi toda la tierra lodofa, apareció en ella un hombre alto, de tres varas, el qual les ayudo en todo, hallando la tierra, produciendo los frutos de ella, gouernandola, y dando buelta a toda ella cada dia, y andando affi fe fentaua en los dichos altares a ver las ofrendas, que los pueblos le auia hecho, los cuales altares eftaban arriba de los pueblos a una vista, adonde tenian dedicado afiento de piedra pegados a los dichos altares. Y que el dicho Huari fe conuierte oy en dia en muchas formas de hombre, y de culebras, y en efpecial fe conuierte en ayre rapido, y que en efta forma de aire anda todos los días, gouernando el mundo, y dando buelta por el y dando enfermedades, culebras y otras cofas a los que no le adoran ni le firuen, y dando vida y falud a los que firuen, dogmatizando que era Dios y criador de la Tierra.»
Relación de Estanislao de Vega Bazán (1656)